# Harni Mahadev
Harni Mahadev és un lloc de pelegrinatge jain al Rajasthan, a 6 km de la ciutat de Bhilwara, al districte de Bhilwara.
Allí hi ha un shivalinga (lingam o símbol fàl·lic de Xiva) que està situat en mig de muntanyes verdes i proper a una cascada. Durant la fira anomenada Shivratri que dura tres dies, un gran nombre de persones visiten el lloc; en el mes de Shravan els devots realitzen diversos ritus religiosos. A la cimera del turó hi ha el temple de Chamunda Mata des d'on es veu completa la ciutat. El seu accés és per carretera.